# 阿达马不等式
数学中的阿达马不等式給出一個基於n维複矩陣的行列式值上界。當僅套用於實數時，其可以在歐幾里得空間中，由n支向量{\displaystyle \mathbf {v} _{1}}, {\displaystyle \mathbf {v} _{2}}, {\displaystyle \ldots \mathbf {v} _{n}}标出的体积。'
这不等式的几何意义是当向量为正交集时体积最大。这结果相对于标量乘法齊次，所以只需证明单位向量{\displaystyle \mathbf {e} _{1}}, {\displaystyle \mathbf {e} _{2}}, {\displaystyle \ldots \mathbf {e} _{n}}的结果。在这情况，不等式指出：若{\displaystyle \mathbf {M} }是以{\displaystyle \mathbf {e} _{i}}为列向量的n× n 矩阵，则
{\displaystyle |\det(\mathbf {M} )|\leq 1}。
因此，向量{\displaystyle \mathbf {v} _{i}}的相应结果是
{\displaystyle |\det(\mathbf {A} )|\leq \prod \|\mathbf {v} _{i}\|}，
其中{\displaystyle \mathbf {A} }是以{\displaystyle \mathbf {v} _{i}}为列向量的矩阵，而{\displaystyle \|\mathbf {v} _{i}\|}是{\displaystyle \mathbf {v} _{i}}的歐幾里得范数（长度）。（就是說若{\displaystyle \mathbf {v} _{i}}{\displaystyle =(x_{k})_{k=1}^{n}}，則
{\displaystyle \|\mathbf {v} _{i}\|}{\displaystyle ={\sqrt {\sum _{k=1}^{n}x_{k}^{2}}}}。）
在组合数学中，使等式成立以及列向量{\displaystyle \mathbf {v} _{i}}的元素为+1和−1的矩阵是研究对象，它们称为阿达马矩阵。